# エリック・グローバー
エリック・グローバー（英語: Eric David Grover、1979年11月16日 - ）は、アメリカ合衆国出身の、タレント、モデル、アメリカンフットボールの元選手・指導者。

## 人物

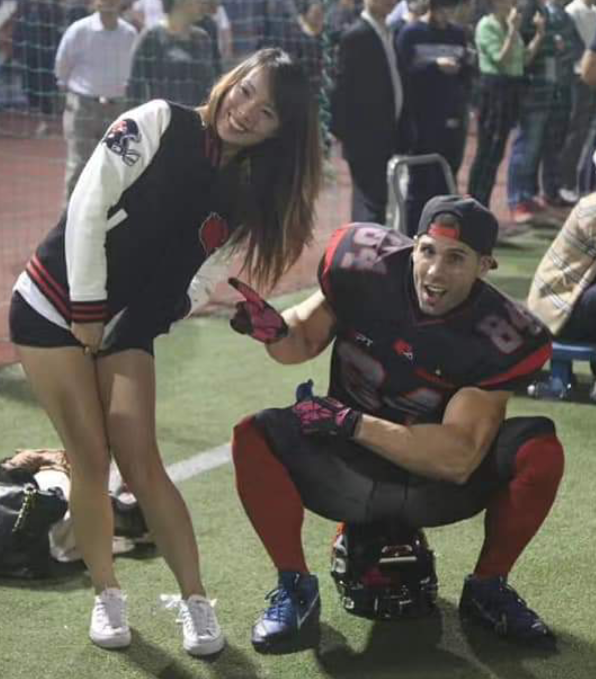
上海ナイトホーク時代のグローバーと妻

オハイオ州トレド生まれ。労働者階級の家庭に育ち、幼少から陸上競技、アマチュアレスリング、アメリカンフットボールなどのスポーツが得意であった。
2005年、日本で英語教師として働くために、埼玉県に移住。日本で暮らし始めてから数か月後に、東京都の渋谷で外国人のタレントを専門とする芸能事務所にスカウトされる。2006年にTOKYO MXのバラエティー番組「5時に夢中!」のオーディションに合格し、番組中では生放送でのコメンテーターやロケ、撮影でのインタビュアーなどを務めた。この出演をきっかけに、台湾のテレビ番組などからも出演オファーが来るなどタレントとしての仕事が増える一方で、戸板女子高等学校の英語教師を両立させていた。
2008年の夏にアメリカへ帰国。地元に戻っていたが、身体を鍛えていたこともあり、体格やスピードが評価され、プロのアメリカンフットボールエージェントの目に留まった。2009年夏にはエージェントのサポートを受け、オハイオ州コロンバスにある競技場、 Woody Hayes Athletic Centerで開催されたプロフェッショナル・フットボール・コンバイン（公開実力テスト）で素晴らしいパフォーマンス（225 lbs/102 kg ベンチプレス x 34回繰り返し, 40ヤードスプリント 4.52, 垂直ジャンプ 37”/94 cm）を記録。しかし、スポーツから離れて久しいことからオファーはすぐなかった。
2013年、中国上海市へアメリカンフットボールの指導者として渡るが、アメリカンフットボールリーグオブチャイナ（AFLC）の上海ナイトホークス（上海夜鹰）に選手としてスカウトされる。主にコーナーバックとして活躍。2014年にはAFLCチャンピョンシップで優勝を経験している。
2016年、膝の故障により競技から引退。翌シーズンまでチームのコーチとしてチームを指導した。

## 出演

### テレビ番組
- 5時に夢中!（TOKYO MX、2006年4月 - 2007年4月）

### 雑誌
- 「BREAK MAX」 2007年2月号 （コアマガジン）
- 「GLITTER」 2007年3月号 （トランスメディア）
- 「月刊吉本」

### 音楽ビデオ
- EXILE 「EVOLUTION」
- 張惠妹

- 長州ファイブ（2007年2月10日） - 船員

## プロスポーツ在籍
- アメリカンフットボールリーグオブチャイナ
  - 上海ナイトホークス (2014 - 2016)